# 侯青
侯 青（こう せい、生没年不詳）は、五胡十六国時代の前燕の人物。長楽郡武邑県の出身。

## 生涯
前燕に仕え、屯騎校尉・将作大匠に任じられていた。
皇帝慕容儁の時代に活躍、機敏かつ巧みで謀略に長け、武勇に優れ、騎射が得意であった。
戦いの際は常に先陣を務め、必ず敵陣を陥落させた。その勇猛ぶりを慕容儁は蜀漢の車騎将軍張飛に擬えたという。
これ以後の事績は、史書に記されていない。